# Roxana Parașcanu
Roxana Parașcanu (14 de mayo de 1997) es una deportista rumana que compite en remo.
Ganó tres medallas en el Campeonato Europeo de Remo entre los años 2017 y 2019.

## Palmarés internacional
| Campeonato Europeo | Campeonato Europeo       | Campeonato Europeo | Campeonato Europeo |
| Año                | Lugar                    | Medalla            | Prueba             |
| ------------------ | ------------------------ | ------------------ | ------------------ |
| 2017               | Račice (República Checa) | Medalla de oro     | Cuatro sin timonel |
| 2018               | Glasgow (Reino Unido)    | Medalla de plata   | Cuatro sin timonel |
| 2019               | Lucerna (Suiza)          | Medalla de oro     | Ocho con timonel   |